# لاري نانس جونيور
لاري نانس جونيور (بالإنجليزية: Larry Nance Jr.)‏ مواليد 1993 في آكرون، هو لاعب كرة سلة محترف أمريكي بدأ مسيرته الاحترافية في سنة 2015 حيث تم اختياره من قبل فريق لوس أنجلوس ليكرز خلال الدرافت، يلعب مع فريق لوس أنجلوس ليكرز في الرابطة الوطنية لكرة السلة ويحمل الرقم 7. يبلغ طوله 6 قدم 9 بوصة (2.1 م).

## إحصائيات المسيرة

### الموسم الاعتيادي
| السنة   | الفريق           | لعب | بدأ | دقيقة | ميداني% | ثلاثية | حرة  | ارتداد | صنع | استلاب | تصدي | نقطة |
| ------- | ---------------- | --- | --- | ----- | ------- | ------ | ---- | ------ | --- | ------ | ---- | ---- |
| 2015–16 | لوس أنجلوس ليكرز | 63  | 22  | 20.1  | .527    | .100   | .681 | 5.0    | .7  | .9     | .4   | 5.5  |
| المسيرة | المسيرة          | 63  | 22  | 20.1  | .527    | .100   | .681 | 5.0    | .7  | .9     | .4   | 5.5  |

## روابط خارجية
- لاري نانس جونيور على موقع إن بي أي (الإنجليزية)
- لاري نانس جونيور على موقع سبورتس رفرنس (الإنجليزية)
- لاري نانس جونيور على موقع كرة السلة الأوروبية.كوم (الإنجليزية)
- لاري نانس جونيور على موقع DraftExpress.com (الإنجليزية)
- لاري نانس جونيور على موقع إي إس بي إن.كوم (الإنجليزية)
- لاري نانس جونيور على موقع كلية كرة السلة في سبورتس رفرنس.كوم (الإنجليزية)
- لاري نانس جونيور على موقع ريلجم (الإنجليزية)
- لاري نانس جونيور على موقع بروبوليرز (الإنجليزية)